# Stroh (Einheit)
Stroh war ein altes Zählmaß für verschiedene Dinge.
Die Maßkette für Stroh war allgemein:
- 1 Wall = 80 Schock = 48 Fimm = 160 Moller/Mollen[1] = 4800 Schöfen/Bund
  - 6 Wall = 1 Stroh[2]

## Bremen
- 1 Last = 20 Stroh
- 1 Stroh = 125 geräucherte Heringe, bzw. Bücklinge (120[3])

## Hildesheim
- 1 Last = 20 Stroh Bücklinge

## Stralsund
- 1 Stroh = 6 Wall = 480 Schock (Bund Stroh)

## Rostock
- 1 Fimm Stroh = 100 Bunde (1 B.= 10 Pfund (Rostocker))

## Nürnberg
- 1 Schober Stroh = 6 Schöberlein = 60 Bund

## Stettin
- 1 Stroh = 6 Wall = 480 Schock (Bund Stroh)
- 1 Moller = 40 Stück/Bund Stroh[4] nach Noback = 30 Stück[5]

## Pommern
- 1 Moller = 30 Stück/Bund Stroh
- 1 Fimm = 100 Schöfe (Schöf/Schof: Bezeichnung für zugerichtetes Bund Deckstroh)

Das Bund Deckstroh sollte für 1 Quadratfuß Dachfläche reichen und war 1 Fuß dick.
(Quellen unter)